# Вартенберг (Бавария)
Вартенберг (нем. Wartenberg) — община в Германии, в земле Бавария.
Подчиняется административному округу Верхняя Бавария. Входит в состав района Эрдинг. Население составляет 4783 человека (на 31 декабря 2010 года). Занимает площадь 17,88 км².
Община подразделяется на 8 сельских округов.

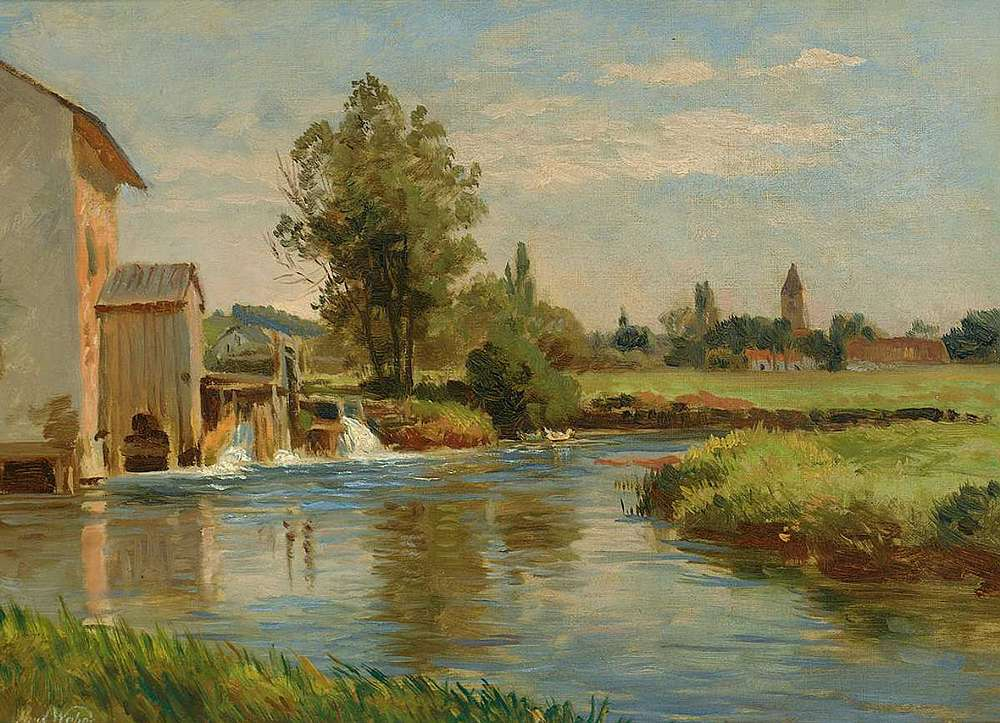
Вартенберг